# 顺德县
顺德县，广东旧县名。明景泰三年（1452年）置县，1992年撤消，以原行政区域建顺德市。

## 历史沿革
明英宗正統十四年(1449年)，黄萧养起义爆发。起义失败后，为加强统治，景泰三年（1452年），明朝政府将南海縣的东涌、马宁、鼎安、西淋四都和新会縣的白藤一堡划出，置顺德县，取“顺天明德”之意，县治太艮堡，并改名大良。明、清两代由广州府管辖。民國時，全縣分為十區。1914年6月，后属粤海道管理。1920年，废道后直属省。
1949年10月28日，中國人民解放軍進駐顺德，10月30日，容(容奇)良(大良)军事管制委员会成立。1950年3月20日，顺德县人民政府正式成立，隶属珠江行署。1955年，顺德县人民委员会成立，隶属粤中行署。1958年，顺德和番禺两县合并，改名番顺县，隶属佛山专区。1959年6月，顺德、番禺两县建制恢复，顺德仍隶属佛山专区。1968年，顺德县革命委员会成立，隶属佛山专区。1970年，佛山专区决定由顺德县负责围垦位于珠海县的大横琴島与小横琴岛之间的中心沟。1980年，恢复顺德县人民政府，隶属佛山地区。1983年6月，撤销佛山地区，实行市管县体制后，隶属佛山市。
1992年3月26日，民政部批准顺德撤县设县级市，4月30日，顺德市人民政府正式成立。
2003年12月，撤销顺德市，改建佛山市顺德区。
2010年4月原1970年由顺德县负责围垦位于珠海县的大横琴与小横琴岛之间的中心沟。经广东省国土、规划等相关部门的协调，并报请省政府同意，收回全部国有土地使用权。